# Ibanez RG

Ibanez RG

De Ibanez RG is een van de bekendste series elektrische gitaren van de Japanse gitaarbouwer Ibanez, geproduceerd door Hoshino Gakki.
De RG werd in 1987 uitgebracht en is geschikt voor hardrock- en metalgitaristen. De hals is vlakker, telt 24 fretten en is dus beter geschikt voor het spelen van supersnelle solo's, ook omwille van de dubbele uitsnijding van de body van de gitaar. Door de houtsoorten en elektrische dubbelspoelsgitaarelementen (humbuckers) heeft hij toch een diepe, warme klank.
De RG-serie heeft de meeste modellen en is een van de meest populaire serie van de deze fabrikant.